# Фэт, Свен
Свен Фэт (нем. Sven Väth; р. 26 октября 1964 в Обертсхаузен, ФРГ) — немецкий диджей и продюсер, владелец лейбла Cocoon и одноимённого клуба (Франкфурт-на-Майне). Является одной из самых заметных фигур на мировой техно-сцене. Основатель лейблов Eye Q и Cocoon.

## Биография
Свен Фэт родился 26-го октября 1964 года в городке Обертсхаузен недалеко от Франкфурта. Уже в возрасте 18 лет начинает крутить пластинки в одном из самых известных клубов Франкфурта Dorian Gray.
Вскоре Свен становится фронтменом группы Off, ставшей довольно известной в Европе после выхода хита Electrica Salsa (Baba Baba). Off просуществовали недолго. В 1988 году он открывает клуб Omen с двумя другими партнерами. Это один из самых больших и самых известных клубов во Франкфурте, на марафонские сеты Свена приезжают поклонники со всех близлежащих регионов. Свен отличается крайне экстравагантным внешним видом и поведением и постепенно становится безоговорочной звездой танцпола.
В 1991 году он основал лейбл Eye-Q c Хайнцем Ротом и Маттиасом Хоффманом. Он был разделен на три подлейбла: Harthouse (для техно и хауса), Recycle Or Die (представляющим электронную инструментальную/экспериментальную/амбиентную музыку) и лейбл Eye-Q Main (для всего, что не подпадало под другие категории).
В 1992 году выходит первый альбом Свена Фэта «Accident In Paradise», представляющий собой смесь техно и транса. Альбом приобретает большую популярность. На тот момент Свен уже имел репутацию звезды техно-транса, блистающего диджея и удачливого владельца лейбла.
В 1994 году выходит одно из наиболее значительных произведений Свена: концептуальный альбом-триптих «The Harlequin, The Robot, and The Ballet-Dancer». Альбом отражает последние штрихи техно, гоа-транса и эмбиента, но, как ни странно, получает далеко не лучшую прессу.
В начале 1997 года Свен покидает Eye-Q, а в 1998 году начинает сотрудничать с английским мейджором Virgin Records. Это приводит к выходу ещё двух сольных альбомов — «Fusion» в 1998 году и «Contact» в 2000 году.
Одним из важнейших шагов в карьере Свена становится открытие клуба Cocoon в 1996 году, а позже и лейбла Cocoon Recordings. Лейбл со временем становится одним из ведущих техно лейблов мира. На нём издаются такие продюсеры и диджеи как: Jacek Sienkiewicz, Ricardo Villalobos, Oliver Koletzki, Dominik Eulberg, Pig & Dan и многие другие.
Будучи одним из топовых мировых диджеев, Свен играет практически во всех лучших клубах земного шара. Он частый гость на Ивисе, и может похвастаться тем, что выбирает место своего выступления из нескольких альтернативных вариантов.

## Дискография

### Альбомы
- Accident in Paradise (Eye Q, 1992) (Warner Bros. Records, 1993, США)
- The Harlequin, the Robot, and the Ballet Dancer (Eye Q, 1994) (Warner Bros. Records, 1995, США)
- Der Kalte Finger (Eye Q, 1996; совместно с B-Zet)
- Fusion (Virgin Records, 1998)
- Six in the Mix (The Fusion Remix Collection '99) (Virgin Records, 1999)
- Contact (Ultra Records, 2000) (also released on Virgin Records)
- Fire (Virgin Records, 2002)
- Fire Works (Virgin Music Germany, 2003)

### Синглы
- Ritual of Life (Eye Q, 1993)
- Ballet-Fusion (Eye Q, 1994)
- Fusion — Scorpio’s Movement (Virgin Records, 1997)
- Breakthrough (Virgin Records, 1998)
- Face It (Virgin Records, 1998)
- Omen A.M. (Virgin Records, 1998)
- Schubdüse (Virgin Records, 1998)
- Sounds Control Your Mind (Virgin Records, 1998)
- Augenblick (Virgin Records, 1999)
- Dein Schweiss (Virgin Records, 1999)
- Discophon (Virgin Records, 1999)
- Barbarella (Remix) (Club Culture, 2000)
- L’Esperanza (Remix) (Club Culture, 2000)
- My Name is Barbarella (Code Blue, 2000)
- Je T’aime … Moi Non Plus / Design Music (Virgin Records, 2001)
- Strahlemann Und Söhne (Remix) (Virgin Records, 2001)
- Mind Games (Virgin Records, 2002)
- Set My Heart on Fire (Virgin Records, 2002)
- Komm (Cocoon Recordings, 2005)
- Spring Love (Datapunk, 2006)